# Lucienne Clément de l'Épine
Pour les articles homonymes, voir Clément.
Lucienne Augustine Clément de l’Épine (Paris, 21 mars 1911 - Vincennes, 28 août 1995) est une catholique française, couturière, qui travaille au sein de l'organisation clandestine dirigée par l'Organisation internationale des femmes sionistes (WIZO) de Paris entre 1942 et la Libération. Elle sauve 182 enfants juifs. Elle est nommée Juste parmi les nations en 1990.

## Biographie
Lucienne Augustine Gagnier est née le 21 mars 1911 à Paris (20e arrondissement).
Elle travaille dans la haute couture. En 1931, elle épouse Robert Édouard Clément de l'Épine, un pharmacien de Vincennes. Le couple a un fils né peu avant la Seconde Guerre mondiale. À partir de 1932, elle réside 22 rue de la Liberté à Vincennes.

### Sauvetage des enfants juifs
Lucienne Clément de l’Épine est catholique mais s'oppose au silence du Vatican. Elle s'insurge contre le statut des Juifs promulgué par Pétain le 27 mars 1941. Elle aide des amis juifs à mettre leurs enfants à l'abri en les conduisant chez une nourrice dans la Sarthe. Elle est ensuite contactée par l'Union générale des israélites de France, un organisme mis en place par le Gouvernement de Vichy qui, entre autres, gère des maisons d'enfants juifs  et la Women International Zionist Organization (WIZO, Union internationale des femmes sionistes).
Lucienne Clément de L'Épine devient dès lors la cheville ouvrière d'un important réseau dirigé par la WIZO, dédié au sauvetage d'enfants juifs. Elle va régulièrement chercher les enfants à l'orphelinat de l'UGIF, rue Lamarck, et les conduit dans les familles d'accueil, à la campagne :  la Seine-et-Oise, l'Orne et surtout la Sarthe où elle place 104 enfants dans une soixantaine de familles réparties sur trente communes. Elle intervient aussi plus ponctuellement pour d'autres sauvetages, comme lors de la rafle de la rue du Chevalier-de-la-Barre dans le 18e arrondissement de Paris où elle parvient à sauver une soixantaine d'enfants.
Elle serait membre du réseau Garel.
Elle consigne dans un cahier à spirale les coordonnées des enfants (la fausse identité qu'on leur a procurée, en fait) et des informations sur leur état de santé ou leur moral  et de leurs familles d'accueil et des autres personnes ayant contribué au sauvetage des enfants, constitue une importante source d'information. Elle rédige aussi un rapport, non daté sur la surveillance des enfants cachés depuis le 2 avril 1942.
On ne sait pas comment les familles d'accueil sont recrutées, peut-être par l'intermédiaire de la Résistance, très active dans la Sarthe, ou par les maires des communes. Céline Rattier rapporte plusieurs témoignages indiquant que Lucienne Clément de L'Épine bénéficiait de  complicité du réseau de résistance des chemins de fer qui lui évitent des contrôles.
Lucienne Clément de L'Épine déplace beaucoup, pour conduire les enfants, prendre de leurs nouvelles et payer les familles d'accueil (elles reçoivent entre 450 et 950 francs par mois payés par la WIZO). Pour l'aider, la famille d'un des enfants lui offre une bicyclette. Elle est arrêtée deux fois par les allemands mais est libérée.
« J’ai été arrêtée deux fois, mais je n’ai jamais vu le danger. Je garde de cette période un souvenir merveilleux. Chaque fois que j’arrivais à bicyclette  chez les uns et chez les autres pour leur porter ce dont ils avaient besoin, une ribambelle d’enfants me faisait fête. ».
Le réseau implique de très nombreuses personnes : familles d'accueil, instituteurs ou institutrices, employés de mairie, travailleurs sociaux. Certaines sont engagées activement, d'autres participent au succès de l'opération en gardant le silence.

### Après la guerre
Après la Libération, Lucienne Clément de L'Épine est active à la WIZO jusqu'en 1946. Après cela, elle travaille  dans une biscuiterie sur les marchés, puis comme marchande de couleurs. Elle ressent de la tristesse de n'avoir pas de nouvelles de "ses" enfants :
« Après la guerre, ce fut le trou noir. Je me réveillais toute la nuit, j’étais épuisée. Pendant huit ans, je n’ai eu aucune nouvelle de mes 182 enfants que, les uns après les autres, j’avais remis dans leur foyer lorsqu’il leur en restait un. Puis, petit à petit, une vingtaine, pas plus, se sont manifestés. Longtemps j’ai été déçue. Maintenant je fais avec cette ingratitude. Je voudrais aller en Israël, c’est un besoin pour moi. Mais je suis âgée, les forces me manquent ».
La mère d'Henri Szpilberg, un de ces enfants, est pourtant à la recherche de la femme qui l'a sauvée ainsi que son fils mais dont elle ne connaît pas le nom, et finit par la retrouver. D'autres, comme Roger Kajman retrouvent sa trace de Lucienne Clément de L'Épine  alors déjà décédée.
Henri, puis dix-neuf autres enfants lui sont restés fidèles et peuvent témoigner pour elle.

### Hommage
Le 26 mars 1990, Lucienne Clément de L'Épine est reconnue Juste parmi les Nations par la fondation Yad Vachem, grâce au témoignage d'Henri Szpilberg. Elle reçoit la Médaille à la Mairie de Vincennes, où elle réside, au printemps 1991 et fait le voyage à Jérusalem en octobre 1992 et peut dévoiler elle-même la plaque gravée à son nom sur le mur du souvenir.
Son cahier est conservé aux Archives du  CDJ/Mémorial de la Shoah
Le 8 mai 2016, longtemps après son décès, la ville de Vincennes inaugure une plaque commémorative en hommage à Lucienne Clément de L'Épine sur l'immeuble où elle habitait, rue de la Liberté .